# بایرام‌علی‌لر (احسانیه)
بایرام‌علی‌لر (به ترکی استانبولی: Bayramaliler) یک منطقهٔ مسکونی در ترکیه است که در احسانیه واقع شده‌است.